# Baldur’s Gate II: Shadows of Amn
Baldur’s Gate II: Shadows of Amn (в переводе с англ. — «Врата Балдура II: Тени Амна») — компьютерная ролевая игра, разработанная канадской студией BioWare и выпущенная Interplay Entertainment для Windows в 2000 году. Baldur’s Gate II является продолжением Baldur’s Gate (1998) и схожим образом использует правила настольной ролевой игры Advanced Dungeons & Dragons. Как и ряд других игр BioWare этого времени, Baldur’s Gate II построена на движке Infinity Engine и использует графику в изометрической проекции; сражения в игре происходят в реальном времени с тактической паузой. Игрок управляет отрядом, состоящим максимум из шести персонажей, одного из которых — главного героя — должен создать сам; игра подчёркивает, что этот же персонаж был и протагонистом Baldur’s Gate.
Действие игры происходит в фэнтезийном мире Forgotten Realms, южнее мест, показанных в Baldur’s Gate — в стране Амн, городе Аткатле и его окрестностях. В ходе игры герой противостоит чернокнижнику по имени Джон Айреникус; сюжет игры строится вокруг происков Айреникуса и попыток героев сорвать его планы. Разработка игры была начата вскоре после выхода предыдущей части; разработчики ставили перед собой задачу превзойти её во всех отношениях — для этого движок Infinity Engine был существенно улучшен с опорой на пожелания как самих разработчиков, так и игроков. Создание, тестирование и оптимизация игры таких масштабов и сложности потребовали от студии огромных усилий.
Baldur’s Gate II получила высочайшие оценки прессы; обозреватели хвалили захватывающий геймплей, великолепную графику и качественное озвучивание игры и неоднократно называли её в числе лучших компьютерных ролевых игр в истории. Многие издания признали её «игрой года» или «ролевой игрой года». Baldur’s Gate II также была хорошо принята пользователями: всего было продано свыше двух миллионов копий игры.
В 2001 году было выпущено дополнение Baldur's Gate II: Throne of Bhaal, вводящее в игру новые локации и возможности; в дальнейшем игра и дополнение к ней несколько раз выпускались повторно в составе разных переизданий. В 2013 году канадская компания Beamdog выпустила версию игры под названием Baldur’s Gate II: Enhanced Edition, построенную на обновленном движке Infinity Engine и включающую в себя ряд дополнений и улучшений.

## Игровой процесс
Как и предыдущая часть серии, Baldur’s Gate II основана на лицензированных правилах настольной ролевой игры Advanced Dungeons & Dragons второй редакции. В игре используется доработанная версия того же движка Infinity Engine, который был использован в первой части. Игра использует двухмерную графику с изометрической перспективой. Персонажи перемещаются по нарисованным вручную детализированным фонам. Игровая область может прокручиваться мышью или клавиатурой независимо от передвижения персонажей, однако «туман войны» закрывает области, которые находятся вне поля зрения персонажей. Управление персонажами осуществляется с использованием интерфейса point-and-click, схожего с используемым в стратегиях в реальном времени, с возможностью отдать команду сразу нескольким персонажам, выделив их рамкой, а также задать используемое построение. Любую локацию можно покинуть, подойдя к её краю. После этого открывается экран с глобальной картой, на которой можно выбрать другое доступное для посещения в данный момент место.
Передвижение персонажей, бои и совершение действий в Baldur’s Gate II происходят в реальном времени. В игре используется механизм управляемой паузы, во время которой можно без ограничений по времени раздать персонажам приказы, а затем, сняв игру с паузы, наблюдать за их выполнением. Режим паузы в зависимости от настроек может включаться и автоматически при определённых условиях.
В городах и других локациях игры присутствует множество NPC. С большинством из них можно поговорить, что может привести к получению задания или необходимой для развития главной сюжетной линии информации.
Ключевым элементом игрового процесса является получение очков опыта за совершение различных действий (основными из которых являются убийство противников и завершение заданий) и набор уровней, с которым связывается улучшение навыков. Главный персонаж по умолчанию является лидером команды, его параметры (в первую очередь, харизма) определяют реакцию неигровых персонажей и цены в магазинах. Репутация главного персонажа определяет отношение к нему членов команды. Персонажи должны время от времени отдыхать, чтобы восстановить силы (маги при этом запоминают заклинания, которые будут использовать).

### Основные нововведения
Хотя в целом, как и предыдущая часть, Baldur’s Gate II основана на второй редакции AD&D, в ней присутствуют некоторые элементы, заимствованные из правил третьей редакции D&D, которая появилась в продаже примерно за месяц до выхода игры. В частности, появилась новая раса полуорков, три новых класса: варвар (вариант воина, способный использовать ярость берсерка), монах (мастер рукопашного боя) и колдун (маг, способный применять любые известные ему заклинания определённое число раз в день без заучивания, но ограниченный в выборе доступных чар), а для большинства других классов стали доступны «ки́ты» — специализации-подклассы со своим набором преимуществ и недостатков. Например, персонаж с основным классом следопыт мог стать лучником, имеющим улучшенные умения боя на расстоянии, сталкером (англ. stalker), специализирующимся на скрытом передвижении и ударах в спину, либо хозяином зверей (англ. beastmaster), способным зачаровывать и призывать животных. Появилась также возможность брать оружие в обе руки и соответствующее боевое умение.

Игровой экран во время битвы с драконом. Элементы интерфейса расположены почти так же, как в предыдущей части игры, однако незначительно изменены. Используется разрешение экрана 800×600. Спрайт противника имеет большой размер, виден эффект заклинания.

Технические нововведения носили в основном косметический характер, в том числе связанный с увеличением производительности компьютеров. Движения персонажей стали более плавными, а их спрайты более крупными, чаще стала использоваться анимация фонов, а игра больше не была ограничена единственным разрешением экрана — в качестве основного используется SVGA-режим 800×600, однако возможно использование и других режимов вплоть до 2048×1536. Появилась поддержка ускорителей трёхмерной графики, которые использовались для визуализации эффектов заклинаний и улучшения отображения полупрозрачных элементов.
Были слегка улучшены элементы интерфейса, который стало можно убрать с экрана, журнал игрока, переделанный с учётом наработок Planescape: Torment и включающий отдельные вкладки для активных и завершённых заданий, заметки о важных сюжетных событиях и комментарии игрока, а также карта, на которой стало возможным добавлять пользовательские пометки. В основных игровых локациях, таких как города, карта, на которой отмечены основные точки интереса, доступна сразу после их первого посещения. Управление экипировкой перестало снимать игру с паузы (но в этом режиме нельзя менять доспехи), а для предотвращения заполнения доступных ячеек инвентаря были добавлены специальные контейнеры для свитков заклинаний, драгоценных камней и других предметов.
Главный персонаж в начале игры может быть создан заново или импортирован из сохранённой игры предыдущей части. В последнем случае, если для его класса доступны «киты», можно выбрать новую специализацию. Персонажи начинают игру уже достаточно опытными: стартовое число очков опыта для новых персонажей составляет 89 тысяч (предельное значение для предыдущей части без учёта дополнения), а у импортированных — от 89 тысяч (минимальное значение независимо от фактического числа на конец Baldur’s Gate) до 161 тысячи (лимит, используемый в дополнении). В зависимости от класса персонажа, это соответствует 5-7 уровням. При этом планка очков опыта была повышена до 2 миллионов 950 тысяч, вследствие чего большинство персонажей получает к концу игры 15-19 уровень. В рамках механик AD&D это очень высокий показатель, соответствующий полубожественному уровню могущества. Был значительно расширен набор доступных заклинаний (всего их стало более 300), которые включали магию девятого (высшего) уровня (в том числе заклинание исполнения желания), стали доступными легендарные магические предметы из книг правил AD&D, такие как меч «Святая кара» (англ. Holy Avenger), посох магов (англ. Staff of the Magi) и броня из драконьей чешуи. Некоторые из них являются сборными: для их получения необходимо собрать компоненты, разбросанные по игровому миру. Маги могут призывать себе помощников-приживал (англ. familiar), вид которых (кролик, бес, ложный дракон и так далее) зависит от мировоззрения персонажа.
В Baldur’s Gate II появилось большое число новых противников (всего 130 видов), выбранных из числа наиболее опасных обитателей мультивселенной AD&D: вампиры, гигантские големы, бехолдеры, иллитиды и личи (и даже демилич). Присутствуют в игре и различные виды драконов, которые из-за размеров едва помещались на экран в стандартном разрешении и опасны даже для высокоуровневых персонажей. Многие враги используют как защитную, так и атакующую магию вплоть до заклинаний высшего уровня, что требует применения контрзаклинаний или специальных навыков, имеющихся у определённых классов: неподготовленную команду при встрече с враждебным могущественным магом ожидает быстрая смерть. Атаки некоторых врагов понижают характеристики и уровень персонажей. Был слегка улучшен искусственный интеллект противников, вследствие чего прямолинейная тактика с использованием магов для нанесения урона атакующими заклинаниями, бойцов для прямой атаки на противника, а жрецов для лечения перестала работать для большинства боёв. Улучшения коснулись и поведения союзников, при этом, как и в первой части, их поведение можно было тонко настраивать с использованием редактора сценариев. При отдыхе союзники автоматически используют лечащие заклинания, если включена соответствующая опция в настройках.
Сложность игры может регулироваться в настройках (как перед началом, так и в ходе прохождения игры), и влияет как на соотношение сил героев и противников (например, на лёгком уровне все враги наносят половинный урон), так и на строгость выполнения некоторых правил AD&D (например, о возможности неудачи при переписывании заклинания со свитка в книгу мага или о числе очков здоровья, начисляемых персонажу при получении нового уровня).

### Многопользовательский режим
Как и предыдущая часть, Baldur’s Gate II поддерживает бесплатный многопользовательский режим с совместным прохождением игры 2-6 игроками. Поддерживаются протоколы локальной сети IPX, TCP/IP, подключение через последовательный порт, модемное соединение и сервис MPlayer. Важным нововведением, связанным с этим режимом, стал отказ от глобальной диалоговой паузы: теперь, пока персонаж, управляемый одним игроком, разговаривал с NPC, другие могли совершать действия. Пауза сохранялась лишь для важных сюжетных диалогов. Персонажи могли совместно исследовать лишь одну область игрового мира, разделяя между собой получаемые очки опыта и золото. Этот режим мог также использоваться для того, чтобы один игрок мог управлять командой из нескольких созданных им персонажей.

## Сюжет

### Предыстория
Как и в прошлой части, действие игры происходит в фэнтезийной вселенной Forgotten Realms, в мире Фаэрун. Сюжет игры тесно связан с вышедшей в 1989 году книжной серией «Аватары», написанной Скоттом Чинчином и Троем Деннингом, в которой трое тёмных богов Фаэруна — Бейн, Баал и Миркул — украли у верховного бога Ао Скрижали Судьбы. За это преступление они вместе с остальными богами были отправлены на землю в смертных телах. Это событие обернулось для вселенной Forgotten Realms глобальной катастрофой, а Бэйн, Баал и Миркул были уничтожены. Место бога убийств занял человек по имени Цирик, убивший смертного аватара Баала.
Бог убийц Баал, предвидя свою смерть, создал себе множество потомков от смертных женщин. Его отпрыски не знали, что кровь мёртвого тёмного бога течёт в их жилах, и что эта кровь может позволить одному из них взойти на трон отца и свергнуть «узурпатора» Цирика, став новым богом. Главный герой — один из таких детей Баала. В первой части игры он победил своего брата Саревока (также сына Баала), тем самым разрушив его планы по обретению власти и развязыванию кровавой войны на Побережье Мечей, которая дала бы ему достаточно силы для того, чтобы бросить вызов Цирику. Однако обретённая победителем Саревока известность привлекла внимание могущественного мага Айреникуса, который захватил в плен героя и его компаньонов, чтобы использовать силу потомка Баала в своих целях.

### Структура игры
Игра поделена на семь глав, каждая из которых обозначает определённую логическую часть сюжета. Возможно свободное изучение карты мира, но есть некоторые места, которые не открываются, пока игрок не пройдёт до какой-либо отметки в игре. Помимо текстовых вставок, показываемых при переходе из главы в главу, развитие сюжета демонстрируется во внутриигровых сценках. Первая глава играет роль пролога, во второй игроку предоставляется свобода действий и становится доступна основная часть заданий, в ходе третьей, четвёртой и пятой глав происходит развитие сюжета, а в шестой главе игроку даётся возможность завершить исследование игрового мира и выполнение побочных заданий перед финальной седьмой главой. Прохождение основной сюжетной линии игры требует примерно 50 часов игрового времени; прохождение с выполнением большинства побочных заданий — 100 часов, а полное ознакомление с игровым контентом занимает до 200 часов. Присутствуют альтернативные пути прохождения, основанные на выборе игрока в ключевых точках сюжета, что побуждает к повторному прохождению. В игре доступны многочисленные побочные задания. В частности, для каждого из классов персонажей предусмотрено специальное задание, позволяющее главному герою получить во владение «крепость» (англ. stronghold), которая является безопасным местом для отдыха и хранения вещей. При этом «крепость» каждого из классов (замок для воина, театр для барда, священная роща для друидов и т. д.) имеет свои уникальные особенности, а также связанные с ней дополнительные задания.

### Место действия
Как и в предыдущей части, события игры разворачиваются на Побережье Мечей, в южной его части. Несмотря на присутствие в заглавии, город Врата Балдура в игре отсутствует. Основным местом действия Baldur’s Gate II является Аткатла (англ. Athkatla) — столица государства Амн, находящегося к югу от Врат Балдура, и её окрестности. Территория этого государства ранее была поделена между соседними Калимшаном и Тетиром, однако к моменту событий игры Амн является самостоятельным государством с населением около 3,5 миллионов человек, через которое проходят значительные торговые потоки (в том числе из вновь открытого континента Мазтика). Наряду с Вотердипом и Вратами Балдура, Амн выступает одной из главных политических сил на Побережье Мечей. Амн является богатейшей нацией в регионе, и меркантильность является основной характерной чертой многих его жителей. Правят Амном представители наиболее богатых и влиятельных кланов торговцев, которые образуют Совет Шестерых. Однако они вынуждены делить власть с крупной преступной организацией Теневых Воров (англ. Shadow Thieves), пустившей щупальца по всему Амну.
Аткатла (известная также как Город Монет) расположена на берегу моря и является важным торговым центром с крупной рыночной площадью и многочисленными увеселительными заведениями. Аткатла поделена на районы: в игре представлены храмовый, правительственный, мостовой и кладбищенский районы, городские ворота, доки, рыночная площадь и трущобы. Наиболее почитаемым божеством является Вокин, покровительствующая торговле, однако присутствуют и храмы других богов. В столице запрещено практиковать магию без разрешения Волшебников в Рясе (англ. cowled wizards) — закрытой и могущественной гильдии, состоящей из сильных магов, и в целом в Амне к волшебству относятся с подозрением.
Помимо этого, персонажи попадают в подводный город расы сахуагинов (англ. sahuagin), Уст Ната (англ. Ust Natha) — первый город расы дроу в Подземье, а также в эльфийский город Сулданесселлар (англ. Suldanessellar), раскинувшийся высоко над землёй в вершинах деревьев и закрытый от всех, кроме эльфов. Внутри города сокрыто Древо Жизни, дающее вечную молодость правительнице эльфов Эллесим.
Число доступных для исследования областей в продолжении несколько меньше, чем в предыдущей части (18 против более 24), однако в отличие от многих карт первой части, в основном состоящих из лесов и пустошей, игровые области Baldur’s Gate II более плотно наполнены персонажами, противниками и важными локациями.

### Персонажи
Как и в первой части, игрок создаёт только одного персонажа (в однопользовательском режиме), а остальные члены команды (максимум пять) присоединяются к нему по ходу игры. Создание персонажа осуществляется на серии экранов, позволяющих задать класс, значения характеристик, мировоззрение и внешность персонажа. При этом гибель главного персонажа означает конец игры (и необходимость загрузки сохранения или прохождения сначала), а остальные персонажи могут быть воскрешены или заменены на новых компаньонов. Доступных персонажей меньше, чем в первой части (всего 16), что компенсируется более детальной их проработкой: в частности, значительно расширен объём диалогов компаньонов между собой, с главным героем, а также с другими NPC. С некоторыми из компаньонов связаны персональные задания, неудовлетворительное выполнение которых может привести к потере персонажа. Кроме того, главный герой может заводить любовные отношения с некоторыми из членов команды. Отношения компаньонов между собой также развиваются в процессе и игры и могут быть дружественными, конфликтными и даже романтическими, а их ссоры могут приводить к уходу одного из персонажей из команды.
Из 16 доступных для присоединения персонажей пятеро (Имоен, Джахейра, Минск, Эдвин и Викония) были компаньонами главного героя в первой части игры, а 11 являются новыми. В их числе:
- крылатая эльфийка Аэри (маг-жрец), в юности попавшая в рабство и лишившаяся крыльев, подобранная Квэйлом (NPC из Baldur’s Gate, гном-иллюзионист) и с тех пор путешествующая с его цирком;
- дворф-воин Корган — беспринципный и жестокий наёмник, движимый жаждой наживы;
- следопыт Валигар — потомок благородного рода Кортала, известного талантливыми магами, преследуемый Волшебниками в Рясах;
- воин-жрец Аномен, стремящийся стать рыцарем Благороднейшего ордена Лучезарного сердца;
- друид Сернд, расследующий странные события в роще друидов на территории Амна;
- гном Ян Янсен (вор и маг-иллюзионист), занимающийся контрабандой и питающий страсть к изобретательству;
- вор Йошимо из далёкого Кара-Тура, волею судеб оказавшийся в Аткатле;
- маг-вор Налия, представительница графского рода Де’Арнис, стремящаяся помогать обездоленным;
- паладин Келдорн — один из самых уважаемых рыцарей Благороднейшего ордена Сияющего сердца;
- полурослик-воин Маззи, желающая быть рыцарем во имя добра и справедливости, но неспособная стать паладином из-за нечеловеческого происхождения;
- Тифлинг[англ.]-бард Хаэр’Далис, попавший на Фаэрун с других планов[англ.] в составе бродячего театра.

Большая часть этих персонажей имеет доброе или нейтральное мировоззрение, злых персонажей всего три (Викония, Эдвин и Корган). Ввиду этого, а также вследствие общей позитивной направленности основной сюжетной линии, возможности по отыгрышу главного героя со злым мировоззрением довольно ограничены. Главный герой-мужчина может вступить в любовные отношения с Аэри, Джахейрой или Виконией, единственным возможным романтическим интересом для женского персонажа является Аномен.
Кроме того, в игре присутствует множество неигровых персонажей, от которых игрок получает квесты и информацию, либо сражается с ними. В их числе известные по другим произведениям о мире Forgotten Realms тёмный эльф Дриззт До’Урден и маг Эльминстер.
Как и персонажи первой части, некоторые компаньоны игрока и его противники имеют прообразы в настольных игровых кампаниях Dungeons & Dragons, «мастером подземелья» в которых был Джеймс Олин. Так, Росс Гарднер (дизайнер игр серии Baldur’s Gate) играл персонажем по имени Джон Икарус, ставшим прообразом Джона Айреникуса (фамилия была изменена, чтобы не вызывать ассоциаций с греческой мифологией), а его сестра Бодхи (англ. Bodhi) была персонажем Дина Андерсона (художник фонов для обеих частей серии). Портреты персонажей, в основном нарисованные Майком Сассом, также были основаны на внешности сотрудников BioWare или их супругов.

### История
На завязку сюжета также повлияли клише настольных игр, в которые играли члены команды BioWare: по словам Кэмерона Тофера, почти в каждой новой кампании у Джеймса Олина (который также подтверждает частое использование этого хода) персонажи начинали игру голыми в тюремной камере.
В начале второй части игры герой находится в плену у мага Джона Айреникуса, который ставит над ним и его сестрой Имоен жестокие опыты, чтобы «раскрыть потенциал» силы потомков Баала. Вместе с ним в заточении находятся знакомые по первой части компаньоны — друид и воин Джахейра и следопыт Минск (который даже в такой тяжёлой ситуации не расстаётся с хомяком Бу). Их спутники Кхалид и Динахейр также были захвачены в плен, но к моменту начала игры их уже нет в живых. Обстоятельства, которые предшествовали такому развитию событий, долгое время оставались неизвестными игрокам. Этот пробел был заполнен лишь в вышедшем в 2016 году дополнении Siege of Dragonspear.
Героям удаётся вырваться на свободу, когда на укрытие Айреникуса нападают Теневые Воры. Персонажа игрока освобождает Имоен, которой удалось выбраться из клетки. После побега из подземелья, Имоен, не зная о запрете на использование волшебства в Аткатле, вступает в магический поединок с Айреникусом, и власти арестовывают обоих. Двух нелегальных волшебников отправляют в Спеллхолд — тюрьму для безумцев и «девиантных» волшебников, расположенную на острове далеко в море. Герою предстоит найти способ попасть на этот остров. Теневые Воры готовы оказать помощь в этом за крупную сумму денег. Главная задача героя во второй главе — добыть эти деньги любым способом (например, выполнив одно или несколько побочных заданий, которые выдают присоединяющиеся к партии персонажи и жители Аткатлы и её окрестностей). Когда большая часть суммы собрана, герой получает предложение конкурирующей с ворами гильдии вампиров, которой руководит могущественная упырица Бодхи, готовая помочь ему за меньшую сумму. Герой должен сделать выбор между ворами, также готовыми сделать скидку, и вампирами.
Вне зависимости от того, какая гильдия оказывает помощь герою, команда на корабле, капитаном которого является Саймон Хавариан (англ. Saemon Havarian), попадает на остров, где находится Спеллхолд. Попав в тюрьму любым из возможных способов, персонажи выясняют, что Айреникус смог освободиться и захватить контроль над Спеллхолдом, используя его для проведения новых экспериментов. Будучи отравленным ещё на корабле, главный герой и Имоен, которая также оказывается ребёнком Баала, становятся жертвами Айреникуса, в этот раз достигающего своей цели: отнять души персонажей, содержащие часть божественной силы Баала. Душу главного героя получает сам Айреникус, а душу Имоен — Бодхи, которой Айреникус приказывает избавиться от команды. Однако она решает превратить убийство в охоту, бросив партию в лабиринт под Спеллхолдом. Во время неизбежной схватки с Бодхи в конце лабиринта, главный герой внезапно превращается в Убийцу — аватара бога Баала. Напуганная Бодхи убегает, а команде предстоит пройти испытание духов Спеллхолда, чтобы доказать свою «нормальность». Вновь оказавшись на свободе, герой при помощи других обитателей Спеллхолда нападает на Айреникуса, но тот убегает через портал.
Герой может последовать за ним в неизвестность, либо вернуться на остров, где может вновь воспользоваться помощью Саймона Хавариана, украв корабль у местного главаря пиратов. На обратном пути с острова на команду нападают гитиянки (целью которых является клинок серебряного меча, который незадолго до этого отдал герою Саймон). Корабль тонет, однако команду спасают сахуагины — обитатели подводного Города Пещер, которые принимают их за «избранных», посланных подводным божеством Секолахом для спасения их народа. Здесь команде предстоит разрешить политический кризис, поддержав правящего короля или повстанцев. Дальнейший путь партии продолжается в Подземье (тут же команда оказывается, если выберет путь через портал), близ города дроу Уст Ната. Айреникус заключил договор с дроу, чтобы развязать войну с эльфами, живущими на поверхности. Путь как на поверхность, так и в город тёмных эльфов закрыт, однако на помощь команде приходит серебряная драконица Адалон, которая перевоплощает героев в дроу и отправляет на поиски своих яиц, захваченных правителями дроу. Дальнейшие события могут развиваться несколькими путями: герой может выполнить задание драконицы и похитить яйца у тёмных эльфов (также в Уст Ната можно встретить Джарлаксла, героя книг Роберта Сальваторе, который даёт герою дополнительное задание), либо попытаться заключить союз с кем-либо из дроу, либо просто убить Адалон и забрать ключ от выхода на поверхность.
Выбравшись на поверхность, герой узнаёт от эльфов, сражающихся с дроу, что Айреникус напал на древний эльфийский город Сулданесселлар. Однако для того, чтобы открыть туда путь, необходимо забрать у Бодхи, вернувшейся в Аткатлу, Риннский светильник. По дороге партия встретит Дриззта до’Урдена и его друзей. Дриззт может помочь героям в сражении с Бодхи или вступает с ними в бой. Победив Бодхи и вернув светильник и душу Имоен, команда направляется в Сулданесселар. Оказавшись там, герои вступают в бой с захватчиками и в конечном счёте с Айреникусом, который пытается обрести божественную мощь, забрав силу у эльфийского древа жизни. Однако после победы над ним игра не заканчивается — душа героя всё ещё находится у Айреникуса, которого вместе с командой затягивает в карманное измерение, находящееся в Аду. Здесь команде предстоит выполнить испытания и вступить в последнюю схватку с Айреникусом, после победы над которым игра заканчивается чествованием героев-победителей в Сулданесселларе.

## Разработка и издание
Разработка Baldur’s Gate II началась вскоре после выхода первой части, в январе 1999 года, а официальный анонс состоялся в ноябре 1999 года. Продолжительность разработки составила 20 месяцев. В создании игры принимало участие 25-30 постоянных разработчиков и около 30 временных. Общий бюджет составил около 4 миллионов долларов, включая расходы на маркетинг. Игра была посвящена Дэниэлу Уолкеру, который был вторым сотрудником компании, умершему в 1999 году. Baldur’s Gate II не была единственным продуктом, над которым в это время вела работу BioWare: одновременно разрабатывались также новые ролевые игры Neverwinter Nights и Star Wars: Knights of the Old Republic.
Название игры было утверждено на раннем этапе разработки. Предлагались разные варианты: «Тени Аткатлы», «Смертные связи», «Зов снов» и множество других. Полный список названий, подготовленный BioWare, был направлен для утверждения в Black Isle и Interplay. В итоге обсуждения было выбрано название «Тени Амна», которое и было направлено для утверждения в Wizards of The Coast. После того, как было получено их одобрение, игра получила окончательное название Baldur’s Gate II: Shadows of Amn.
В то время разработчики, завершив успешный проект, считали себя довольно опытными — однако спустя 20 лет в выпущенной Bioware книге, посвящённой истории компании, работа над Baldur’s Gate II была названа «огромным и неуклюжим опытом импровизации, осуществлённым очень юной командой, состоящей из новичков в деле создания игр, и изворотливых неудачников». По словам Трента Остера, «проект держался на жвачке и липкой ленте — но был сделан людьми, которые хорошо разбирались в жвачке и липкой ленте». В компании царила демократичная атмосфера, напоминавшая студенческое общежитие. Руководители компании сами занимались кадровыми вопросами и играли роль «крутых парней», расхаживая по офису в шортах и домашних тапочках. Разработчикам приходилось мириться со странностями друг друга (например, с тем, что один из художников любил смотреть порно на рабочем компьютере), а отсутствие жёсткой организационной структуры приводило к тому, что разные отделы слабо взаимодействовали друг с другом, нередко конфликтовали и не учились на ошибках друг друга. Иногда порядок удавалось внести только после вмешательства продюсеров из Black Isle.
Ядро команды состояло из разработчиков, ранее работавших над Baldur’s Gate и Tales of the Sword Coast: художника Джона Галлахера, дизайнера Джона Уински и программистов Скотта Грейга и Марка Дарра. Кроме того, Bioware наняла много новых сотрудников, так как считалось, что новый проект должен был превзойти предыдущий во всех отношениях. В частности, был нанят писатель Дэвид Гейдер, который удивлял других членов команды своей продуктивностью и стал наряду с Лукасом Кристьянсоном автором большинства текстов. Лукас был ответственным за основную сюжетную линию, а Дэвиду поручалось наполнение игровых локаций побочными заданиями и персонажами, в чём ему предоставлялась большая свобода.
Для новых членов команды, а также для того, чтобы избежать ошибок, допущенных при разработке первой части, был разработан набор директив, которыми следовало руководствоваться. Базовыми были следующие установки: игрок всегда должен был чувствовать, что его правильные действия приводят к успеху; поступки игрока должны оказывать влияние на игровой мир и иметь последствия; следует рассматривать несколько вариантов разрешения ситуации («добрый» и «злой») с учётом мировоззрения персонажа игрока. Отдельные указания касались основной сюжетной линии (так, она должна была быть сфокусированной на главном персонаже, содержать неожиданный поворот или несколько и иметь открытый финал), дизайна окружения, игровых механик (которые должны были вознаграждать игрока и давать ему возможность придать индивидуальные черты персонажу), а также написания диалогов. Эти правила, хотя и не были жёсткими и видоизменялись по ходу разработки в зависимости от требований конкретной ситуации, сыграли значительную роль в успехе команды, наряду с отработанным процессом создания игровых областей. В то же время, некоторые ранние дизайнерские решения плохо соотносились с этими директивами, а отделы дизайна и художественного оформления не всегда соблюдали ограничения, налагаемые техническими особенностями движка, что приводило к возникновению проблем с производительностью в некоторых областях игры, исправить которые было затруднительно или вовсе невозможно.
Работа сценаристов осложнялась тем, что приходилось заботиться не только о последовательности и непротиворечивости сюжета и побочных заданий, но и о том, как воспринимают происходящее персонажи разных классов и мировоззрений, которых мог использовать игрок. Также требовалось предугадать и (при необходимости) реализовать в игре реакцию на действия игрока NPC и компаньонов главного героя. Игрок должен был получать обратную связь от игрового мира, что позволило бы ему отыгрывать именно того персонажа, которого он себе представляет. Для создания ощущений неизвестности, глубины мира и основного сюжета использовались анимированные вставки, похожие на короткие пьесы. Кроме того, была существенно усилена интерактивность компаньонов игрока. Они стали самостоятельными действующими лицами, вмешивающимися в ход событий, распознающими и реагирующими на ключевые этапы развития сюжета, имеющими значение для их персонального нарратива. Они также комментировали действия друг друга: так, по словам Лукаса Кристянсона, «если Имоен считает, что Джахейра слишком строга, она не замедлит сообщить ей об этом, и если Джахейра сочтёт, что Имоен ведёт себя незрело, то она выдвинет возражение, и если при этом всём Минск решит, что обоим не помешало бы завести хомяков, он не постесняется озвучить этот ценный и очень важный совет». В то же время, по воспоминаниям Дэвида Гейдера, качество сюжетных линий, хотя и было важным для BioWare, всё же не являлось главным приоритетом. От многих удачных сюжетных ходов пришлось отказаться из-за сложностей с их технической реализацией.
Продолжение должно было основываться на том же Infinity Engine, что и первая часть, хотя и с определёнными доработками. С одной стороны, это несколько упрощало задачу BioWare: в отличие от первой части Baldur’s Gate, не было необходимости в параллельной разработке движка и контента игры, что давало возможность дизайнерам и художникам достаточно времени, чтобы задействовать весь потенциал используемых технологий и сконцентрироваться на сюжете и взаимодействиях между персонажами. С другой стороны, необходимо было добавить в игру достаточно новых возможностей, чтобы она смотрелась шагом вперёд не только по сравнению с предыдущей частью, но также и с другими играми, использовавшими Infinity Engine, а именно с Icewind Dale и Planescape: Torment, которые разрабатывала Black Isle Studios, и которые должны были выйти раньше, чем Baldur’s Gate II. Wizards of the Coast также хотели перехода на третью редакцию Dungeons & Dragons, которая также должна была выйти в 2000 году — однако это потребовало бы крайне существенных изменений в движке. Поэтому, несмотря на то, что разработчики имели доступ к черновым вариантам новых книг правил, в результате в игру были включены лишь некоторые элементы из третьей редакции, такие как новые классы персонажей, в частности, колдун.
Список возможностей, которые должны были быть добавлены в Infinity Engine в ходе разработки, учитывал как внутренние требования дизайнеров и издателя, так и пожелания игроков, собранные на форумах и в группах новостей. Всего список насчитывал несколько сотен потенциальных улучшений. Наиболее важными из них были графика более высокого разрешения, улучшенный искусственный интеллект, дневник персонажа и карта с аннотациями, более детальный учёт правил AD&D, связанных с боями и развитием персонажей, более направленное продвижение игрока по заданиям, не требующее случайного блуждания по миру и включение в игровой мир новых областей, таких как Подземье, призванных порадовать «хардкорных» фанатов. Большая часть этих изменений в итоге вошла в игру. Не вошли в игру (в основном по причине технических трудностей в реализации) такие возможности, как верховая езда на лошадях, умение воров залезать на стены и псионика.
Кроме того, обсуждения на форумах послужили источником вдохновения для включения в игру сюжетных линий, связанных с возникновением между персонажами романтических отношений. По воспоминаниям Лукаса Кристьянсона, игроки были склонны искать любовную подоплёку в игровых ситуациях, которые на самом деле были не более чем случайным результатом работы сценариев, отвечавших за искусственный интеллект и общение персонажей. Это дало основания считать, что подобные сюжетные ходы найдут свою целевую аудиторию — хотя разработчики вовсе не предвидели, что этот элемент игры окажется настолько важным для игроков. Изначально планировалось создание шести романтических сюжетных линий: трёх с персонажами-мужчинами и трёх с женщинами. Объём работы планировалось разделить пополам между сценаристами Девидом Гейдером и Лукасом Кристьянсоном. Однако когда Дэвид закончил работу над романами с Аноменом, Аэри и Виконией, оказалось, что Лукас всё отведённое время посвятил только Джахейре, в результате чего её сюжетная арка оказалась настолько объёмной, что вызывала программные сбои в используемых инструментах работы над диалогами. Она также содержала огромное количество ошибок и едва не была вырезана из игры полностью. Многие из связанных с ней недоработок так и не удалось исправить до релиза проекта.
Разработчикам приходилось решать большое число технических проблем. Значительные трудности были связаны с сетевым кодом, вследствие чего пришлось отказаться от включения в игру режима deathmatch и значительно видоизменить диалоговую систему, чтобы она позволяла не ставить игру на паузу в многопользовательском режиме во время разговора с большинством NPC и покупки предметов в магазинах. По признанию разработчиков, основное внимание уделялось однопользовательскому режиму. Разработчики также предприняли усилия, чтобы решить проблему нахождения оптимального пути. «Застревание» при передвижении персонажей было одной из существенных проблем Baldur’s Gate, которая была отмечена критиками и игроками. Для её решения Bioware отказалась от использования узких проходов в подземельях, а также добавила возможность «отталкивания» других персонажей, чтобы освободить путь для передвигающегося.
Процесс создания игровых локаций был многоэтапным и требующим затрат времени. Он начинался с создания дизайнерами общего плана игровой области. Эта концептуальная карта передавалась художникам, которые добавляли к ней модели объектов, начиная со зданий и их элементов и кончая мелкими вещами, такими как отдельные предметы мебели. Затем снова наступала очередь дизайнеров, которые вставляли графические эффекты и необходимую для обнаружения столкновений информацию. Затем на уже функционирующий уровень добавлялись монстры и NPC, предметы, ловушки и триггеры, а в последнюю очередь писались контролирующие взаимодействие всех этих элементов сценарии. Наибольшие сложности в этом процессе были связаны с обеспечением взаимодействия различных отделов, недостатки в котором вызывали нестыковки в дизайне. По словам Рэя Музики, обычной была ситуация, когда дизайнер, передав художникам описание уровня, спустя месяц получал результат их работы, который был готов для следующего этапа, но не содержал некоторые ключевые детали (практически всегда ими были отсутствовавшие двери). После этого приходилось решать вопрос о том, являются ли упущения достаточно существенными, чтобы переделывать художественное оформление, или удастся без существенных потерь подстроить дизайн под работу художников.
Руководителем отдела, отвечавшего за графическое оформление, был Марсия Тофер. Под его началом работала команда из 8-12 художников, отвечавших за создание графики для фонов, монстров, персонажей, заклинаний и других элементов игры. Изначально наброски персонажей, игровых областей и монстров создавались в виде карандашных рисунков на бумаге — они большими кучами лежали на столах разработчиков. Художники старались сделать Аткатлу более разнообразной и интересной, чем Врата Балдура. Фон для одной игровой области Аткатлы имел разрешение 5000×4000 пикселей (64 игровых экрана). Были усложнены и сцены дикой природы, в которые также, как и в городах, было добавлено ночное освещение. В результате даже на довольно быстрых для того времени рабочих станциях с двумя процессорами Pentium III, визуализация городов занимала от 18 до 24 часов. По словам Дэвида Гейдера, сложности также были связаны с включением в игру больших монстров, внешний вид которых пришлось несколько раз перерабатывать из-за технических проблем с их отображением и поведением.
Одним из завершающих этапов разработки (в мае 2000 года) стала запись озвучивания диалогов, занявшая около 2 недель. В процессе работы над игрой для проверки работоспособности звукового кода небольшая часть диалогов была озвучена самими разработчиками, но работа профессиональных актёров озвучивания могла начаться только после практически полного завершения работы сценаристов: на этом этапе уже нельзя без существенных затрат добавить в игру озвученных персонажей или изменить озвученные реплики. В сценариях для каждого персонажа, предоставлявшихся актёрам, содержались указания на эмоциональное состояние персонажа, особенности произнесения отдельных реплик, а также опорный пример голоса (для локализованных версий). Кастингом занимался офис Black Isle Studios в округе Ориндж, Калифорния, находившемся в часе езды от Голливуда, следствием чего стал богатый выбор актёров озвучивания. Всего было необходимо участие около 50 актёров, в связи с чем были кастинг происходил с использованием записей на плёнке. Также были приглашены ранее сотрудничавшие с издателем актёры: подавляющее большинство персонажей из первой части игры были озвучены теми же актёрами. Каждая реплика перезаписывалась несколько раз, с учётом возможной импровизации, которая могла повлечь внесение корректировок в сценарий. Работа по озвучиванию была завершена в середине мая 2000 года.
Даже несмотря на усилия по исключению избыточного материала, Baldur’s Gate II оказалась исключительно масштабным проектом (около 200 часов игрового процесса и 900 тысяч слов текстового материала), что значительно осложнило завершающий этап работы. Тестирование такой объёмной игры (около 290 отдельных заданий, самые короткие из которых требовали около 20 минут игрового времени, а самые длинные — несколько часов, причём каждое задание должно было быть протестировано в однопользовательском и многопользовательском режиме) потребовало значительных усилий. Использовалась методология, разработанная Фергюсом Уркхартом. Дизайнер и тестировщик формировали пару (всего таких пар было пять), которая работала над проверкой и исправлением определённой подборки заданий, отмечая свои успехи на маркерной доске. Первоначальный этап такого тестирования занял около 2 недель, а полное тестирование каждой игровой области занимало в среднем ещё неделю. Тестированием занималось несколько команд: внутренний персонал BioWare, работающие совместно с ними тестировщики многопользовательского режима из Black Isle Studios и Interplay, а также постоянный отдел тестирования издателя (более 30 человек). Всего удалось исправить более 15000 ошибок, в результате чего окончательный релиз не содержал серьёзных недочётов. Однако это далось дорогой ценой: последние месяцы разработки проходили в режиме «кранча» с 66-часовой рабочей неделей (с 9 утра до 9 вечера с понедельника по пятницу, с 9 утра до 6 вечера в субботу — а в последнюю неделю перед выпуском и дольше), причём многие члены команды разработки продолжали искать ошибки в игре и в нерабочее время. Возникли проблемы также с озвучиванием игры, которое выполнялось в последние моменты разработки, а также с локализацией (в первую очередь, из-за большого объёма работы). Однако даже с учётом всего этого Джеймс Олин отмечал, что напряжение в процессе разработки было меньшим, чем при работе над первой частью.
Общая трудоёмкость разработки также была меньшей и по оценке, опубликованной в журнале Computer Gaming World, составила 55 человеко-лет. Объём исходного кода игры достиг 545 тысяч строк, сопутствующих инструментов и редакторов — около 250 тысяч строк, а все исходные файлы кода и ресурсов игры занимали 37 гигабайт дискового пространства. Целевыми платформами для игры были операционные системы семейства Windows 9x, однако разработка велась на рабочих станциях под управлением Windows NT, оснащённых процессорами Pentium III с частотой 600 МГц, 256 мегабайтами ОЗУ и видеоускорителями Nvidia Geforce. Основными инструментами разработки были Visual C++ 6.0, C++ Builder 4.0, Lightwave 5.5, 3D Studio Max 2.0 и Photoshop 5.5. В качестве вспомогательных инструментов использовались InstallShield 6.2, Windows Commander 4.0, SourceSafe 6.0, PR Tracker и многочисленные утилиты и редакторы, созданные самой BioWare.
Слабой стороной процесса разработки было взаимодействие различных команд, работавших над игрой, приведшей к тому, что недостаточно внимания уделялось соответствию конечного результата техническим ограничениям, налагавшимся ограниченными возможностями компьютеров. В результате этого возникли сложности с обеспечением нормальной работы на машинах, соответствовавших запланированным системным требованиям. В итоге потребовались значительные дополнительные усилия по оптимизации игры.
В итоге большинство проблем удалось преодолеть, и результатом напряжённой работы разработчиков и издателя стал качественный продукт, выступивший достойным продолжением первой части Baldur’s Gate. Для поощрения сотрудников в BioWare решили подарить членам команды сувенир — сделанный из олова короткий меч. Мечи оказались не особенно прочными и достаточно быстро многие из них были сломаны из-за того, что разработчики пытались на них сражаться или просто роняли на пол.

### Выпуск и продажи
Предварительный показ состоялся в мае 2000 года на выставке E3 в Лос-Анджелесе. Финальная версия игры была готова 14 сентября 2000 года и отправлена распространителям 21 сентября. В комплекте с игрой поставлялось объёмное (больше 250 страниц) руководство пользователя, содержащее объёмную информацию о различных аспектах игрового процесса, а также о доступных для изучения заклинаниях. Также было выпущено коллекционное издание, включавшее игру, диск с дополнением, добавлявшим в игру уникальные предметы, а также музыкой из саундтрека, карту, восемь коллекционных карточек с персонажами, футболку и планшет для записей.
Сразу после релиза, Baldur’s Gate II заняла 5-ю позицию в чарте продаж PC Data за период с 17 по 23 сентября. На следующей неделе она поднялась на второе место, уступив The Sims: Livin' Large, а коллекционное издание находилось на 7-й позиции. За первые две недели общий доход от продаж составил 4 миллиона долларов, что было рекордным показателем для Interplay. Игра и её коллекционное издание заняли соответственно 11-ю и 19-ю позицию в сентябрьском чарте PC Data
На третьей неделе игра опустилась на пятую позицию в недельном чарте. Однако она оставалась в топ-10 с 5 по 28 октября и к концу октября оказалась на 7-й позиции. После этого Baldur’s Gate II не появлялась в еженедельных топ-10 и ежемесячных топ-20 чартах PC Data до января 2001 года, в котором она заняла 15-ю позицию в месячном чарте. В Великобритании игра дебютировала на 2-й позиции Chart-Track за ноябрь 2000 года, упав на десятую позицию в декабре и покинув топ-10 в январе 2001 года.
Всего на конец 2000 года в США было продано 199914 копий Baldur’s Gate II, что принесло издателю 9,2 миллиона долларов. Общее число проданных копий к августу 2006 года составило 480 тысяч (суммарный доход 19,6 миллионов долларов). К этому моменту журнал Edge поставил её на 31-е место в списке игр-бестселлеров, выпущенных с января 2000 года.
Локализованная версия игры на русском языке была выпущена лишь в 2010 году компанией Акелла.

### Дополнение и переиздания
Дополнение Baldur’s Gate II: Throne of Bhaal было разработано BioWare и выпущено в июне 2001 года (спустя 9 месяцев после выхода основной игры) издателем Black Isle Studios. Throne of Bhaal продолжает историю главного героя и является заключительной главой в саге Baldur’s Gate. Кроме того, после установки дополнения в основной игре становится доступным подземелье Башня Дозорного (англ. Watcher's Keep), повышается ограничение набираемого персонажами опыта, становятся доступными для использования новые способности, предметы и заклинания, а также новый класс персонажа — дикий маг (англ. wild mage). Дополнение было хорошо принято критикой: его интегральные оценки составили 88 на Metacritic и 88,73 на GameRankings. Также в 2002 году оно получило награду Interactive Achievement Awards в категории «PC Role-Playing». По общему мнению критиков, дополнение Throne of Bhaal стало прекрасным завершением саги Baldur’s Gate.
В 2003 году Shadows of Amn была повторно выпущена вместе с дополнением как Baldur’s Gate II: The Collection. В 2004 году игра вместе с дополнением вошла в состав Black Isle Compilation Part Two, а в 2006, вместе с Baldur’s Gate и Tales of the Sword Coast, в состав Baldur’s Gate: 4 in 1 Boxset. Также Shadows of Amn и Throne of Bhaal вошли в состав The Forgotten Realms Deluxe Edition (2006), Ultimate Dungeons & Dragons (2006) и Dungeons & Dragons Anthology: The Master Collection (2011).
В ноябре 2010 года состоялся цифровой релиз Baldur’s Gate II Complete на сайте GOG.com. В это издание включены Shadows of Amn и Throne of Bhaal, руководства к играм в формате PDF, обои для рабочего стола, иллюстрации, аватары и саундтреки к игре и дополнению.

### Baldur’s Gate II: Enhanced Edition
Улучшенное переиздание игры было анонсировано 15 марта 2012 года и выпущено 15 ноября 2013 года для Windows и Mac OS. Разработкой занималась команда Overhaul Games. В переиздании использовалась обновлённая версия Infinity Engine. Оно исправляло ошибки, присутствовавшие в оригинале, а также содержало дополнительный контент (новые персонажи, задания и локации). Версия для iPad была выпущена 16 января 2014 года, а 16 декабря того же года игра также стала доступна на iPhone, одновременно с выпуском версий для Android и Linux. 15 октября 2019 года Baldur’s Gate II: Enhanced Edition стала доступна на приставках Playstation 4, Xbox One и Nintendo Switch (в комплекте с переизданием предыдущей части).
Это издание было названо «Ролевой игрой года» (2013) по версии портала «Игромания.ру».

## Звук
Звуковое оформление игры включает музыку, звуки окружения и оцифрованную речь персонажей, а также выкрики, издаваемые в ходе боя. У большинства из NPC озвучена только часть реплик, оставшиеся же подаются только в текстовой форме. Саундтрек игры был создан немецким композитором Михаэлем Хенигом, который также написал музыку для первой части игры. Написанием музыки для кинематографических вставок, а также отдельных элементов фоновой музыки некоторых областей занимался также Говард Дроссин.
| №   | Название                       | Длительность |
| --- | ------------------------------ | ------------ |
| 1.  | «Main Title»                   | 2:02         |
| 2.  | «Jon Battle and Peace»         | 1:41         |
| 3.  | «Galean Bayle Sailing»         | 1:14         |
| 4.  | «Asylum Journey»               | 2:05         |
| 5.  | «Underdark»                    | 3:00         |
| 6.  | «City Gates»                   | 1:24         |
| 7.  | «Trademeet»                    | 1:00         |
| 8.  | «Waukeen's Promenade»          | 1:27         |
| 9.  | «The Pirate Isle»              | 0:56         |
| 10. | «Taverns»                      | 1:21         |
| 11. | «The Domain of the Dragon»     | 3:33         |
| 12. | «Jon Irenicus Encounter Theme» | 2:24         |
| 13. | «The Slums»                    | 2:15         |
| 14. | «Forest Battle I»              | 1:18         |
| 15. | «Forest Battle II»             | 1:01         |
| 16. | «Plains Battle I»              | 1:13         |
| 17. | «Plains Battle II»             | 1:19         |
| 18. | «Mountain Battle I»            | 0:58         |
| 19. | «Mountain Battle II»           | 1:05         |
| 20. | «City Battle I»                | 1:00         |
| 21. | «City Battle II»               | 1:07         |
| 22. | «Nighttime in the Docks»       | 1:42         |
| 23. | «The Planar Sphere»            | 0:45         |
| 24. | «The Druid Grove»              | 0:50         |
| 25. | «The Asylum»                   | 0:58         |
| 26. | «The Dreams»                   | 2:59         |
| 27. | «Romance I»                    | 2:03         |
| 28. | «Romance II»                   | 1:14         |
| 29. | «The Bad»                      | 1:36         |
| 30. | «The Good»                     | 1:31         |
| 31. | «Sewer Battle»                 | 2:17         |
| 32. | «Amongst the Sahuagin»         | 1:01         |
| 33. | «Shadow Battle»                | 1:03         |

## Отзывы и оценки
| Сводный рейтинг                        | Сводный рейтинг |
| Агрегатор                              | Оценка |
| -------------------------------------- | --- |
| GameRankings                           | 93,97 % |
| Metacritic                             | 95/100 |
| «Критиканство»                         | 91/100 |
| Иноязычные издания                     | |
| Издание                                | Оценка |
| AllGame                                | [ 15 ] |
| CGW                                    | [ 1 ] |
| Edge                                   | 8/10 |
| Eurogamer                              | 9/10 |
| Game Informer                          | 9,5/10 |
| GamePro                                | [ 33 ] |
| GameSpot                               | 9,2/10 |
| GameSpy                                | 92/100 |
| GameZone                               | 9,5/10 |
| IGN                                    | 9,4/10 |
| PC Gamer (UK)                          | 93 % |
| PC Gamer (US)                          | 91 % |
| PC Format                              | 94 % |
| PC Zone                                | 8,5/10 |
| Computer Games Magazine                | [ 4 ] |
| FiringSquad                            | 93 % |
| RPGamer                                | 9/10 |
| Русскоязычные издания                  | |
| Издание                                | Оценка |
| Game.EXE                               | 5/5 |
| «Игромания»                            | 9,0/10 |
| «НИМ»                                  | 8,9/10 |
| «Страна игр»                           | 8,7/10 |
| Награды                                | |
| Издание                                | Награда |
| Academy of Interactive Arts & Sciences | Развитие персонажа или сюжета (2001) |
| Eurogamer                              | Лучшая игра (2001), лучшее художественное оформление (2001), лучший мужской персонаж второго плана (2001)                                                                                  |
| GameSpot                               | Игра года по версии читателей (2000), ролевая игра года (2000), одна из лучших игр всех времён (2006)                                                                                      |
| Game Informer                          | 88-е место в списке 200 лучших игр всех времён (2009), 9-е место в списке 100 лучших RPG (2018)                                                                                            |
| GameSpy                                | Ролевая игра года (2000) |
| IGN                                    | Ролевая игра года (2000), 25-е место в списке лучших 100 игр всех времён (2005), 2-е место в списке 25 лучших современных игр для ПК (2010), 3-е место в списке 100 лучших RPG всех времён |

Baldur’s Gate II получила преимущественно положительные оценки критиков и заслужила любовь пользователей. По состоянию на январь 2021 года, она занимает 6-е место в рейтинге игр для PC, получивших самые высокие сводные рейтинги сайта Metacritic, уступая только играм серии Half-Life, GTA V и Bioshock. Исследователь истории компьютерных игр Мэтт Бартон в статье 2007 года на сайте Gamasutra указал, что практически все обзоры, опубликованные после выхода игры, дали ей высокие общие оценки, и заявил, что считает игру «самой лучшей CRPG из когда-либо созданных».
Обозреватель журнала Computer Gaming World отмечал, что одной из сильных сторон игры стало присутствие эпической сюжетной линии в стиле «тёмного фэнтези», с политическими интригами, сражениями и неоднозначным моральным выбором. GameSpot отмечал, что сценарий и сюжет стали значительно более зрелыми, чем в первой части. В обзоре Eurogamer отмечалось, что постепенно раскрывающиеся слои сюжетной информации держат игрока в напряжении, поскольку он не знает точно, кто его друг, а кто враг, и каков будет итог его приключений. При этом в каждый момент у игрока присутствовала чётко обозначенная цель, и хотя сюжет не претендовал на философскую глубину Planescape: Torment, он выгодно отличал продолжение от первой части, где игрок зачастую не знал, куда ему направиться. Положительную роль в создании такой сплошной канвы повествования сыграли многочисленные скриптовые сценки на движке игры (журнал Game.EXE сравнил этот аспект игры с Half-Life) и персонажи, взаимодействующие и общающиеся между собой без участия игрока. Особо FiringSquad отметил главного злодея, который был признан одним из интереснейших антагонистов в компьютерных играх, уступающим разве что SHODAN из System Shock. По мнению обозревателя этого издания, желание узнать мотивы и побуждения Айреникуса является даже более важной движущей силой сюжета, чем стремление пролить свет на собственные тайны главного героя. При общей положительной оценке сюжета, обозреватели журнала «Навигатор игрового мира» негативно оценили использование в завязке избитого хода с амнезией главного героя и в целом невразумительный характер пролога игры. В аналогичном ключе высказались и другие обозреватели, отметившие, что первая глава не представляет собой ничего выдающегося, но в дальнейшем Baldur’s Gate II становится много лучше. Критики отмечали чёткое разделение между критичными для сюжета и необязательными заданиями. Исключением в общей положительной картине оценок сюжета стал обзор сайта RPGamer, негативно оценивший прямолинейный характер основной сюжетной линии, практически не содержащей неожиданных поворотов, а также искусственное противоречие в мотивациях игрока и персонажа: максимально быстрое выполнение основного задания против отвлечения на интересные побочные квесты.
Похвал критиков удостоились и побочные задания: указывалось, что в отличие от большинства других компьютерных ролевых игр, они не сводятся к FedEx-квестам и простому убийству противников: многие задания, начинающиеся подобным типовым образом, содержат внезапные повороты, которые превращают их в полноценное приключение, которое в другой игре могло бы оказаться одним из основных заданий. Большое количество и разнообразие побочных заданий придавало игре нелинейный характер. Обозреватель IGN отмечал, что в диалогах с NPC нет очевидно «правильных» реплик, что побуждает игрока делать выбор исходя из особенностей персонажей, а не для получения максимально выгодного результата. В рецензии журнала Edge отмечалось, что Baldur’s Gate II ближе других игр подошла к погружению игрока в мир, реагирующий на его действия и существующий сам по себе, а не только в связи с событиями вокруг персонажей, чему поспособствовало разбавление общего серьёзного эпического тона отсылками к явлениям популярной культуры (таким как «Ведьма из Блэр») и комичными персонажами (Минск, говорящий меч). В обзоре Eurogamer были отдельно отмечены задания, связанные с компаньонами, добавлявшие персонажам игры глубину. В рецензии GameZone отмечалась необыкновенная интерактивность игрового мира. В негативном ключе относительно некоторых побочных заданий высказался обозреватель RPGamer, отметивший бесполезность «крепостей», получаемых героем, их удалённость от мест, где проходит основное действие и недостаточную глубину связанных с ними заданий, несравнимую со строительством города в Dragon Quest VII.
В обзоре Computer Gaming World указывалось, что Baldur’s Gate II с её опасными противниками, использующими специальные способности и магию высокого уровня, удалось превратить бои в тактические поединки, для победы в которых требовались планирование, подготовка и своевременное использование различных видов оружия, призванных монстров и заклинаний. Вследствие этого победа над наиболее опасными монстрами, которые авторами руководств AD&D были наделены несправедливыми преимуществами, позволявшими противостоять опытным игрокам, становилась запоминающимся игровым моментом, приносившим удовлетворение несмотря на практически неизбежную необходимость загружать сохранённую игру после смерти персонажей при первой встрече с ними. В рецензии в Computer Games Magazine, однако, отмечалось, что широкое использование противниками специальных способностей, позволяющих взять под контроль или мгновенно убить персонажа, является самым большим недостатком игры. RPGamer также отмечал, что зачастую залогом победы становится использование недостатков искусственного интеллекта, что не позволяет игроку ощутить радость от честной победы. В целом, в обзоре GameSpot (2013 год) отмечалось, что Baldur’s Gate II, возможно, является самой сложной RPG из всех созданных.
Графическое оформление получило положительные оценки. В рецензии IGN графика была названа «великолепной»: отмечалось большое число анимированных элементов, а также полномасштабное использование возможностей Infinity Engine, объединявшее в единое целое отдельные решения, использовавшиеся в Icewind Dale и Planescape: Torment. Кинематографические вставки были признаны не достигающими уровня Diablo II, но всё же качественными. Обозреватель Game Informer отметил, что графический дизайн изображений городов и подземелий хорошо соответствует иллюстрациям к книгам правил ролевых игр и художественных произведений, действие которых происходит в мире Forgotten Realms. Обозревателем GameSpot было отмечено большое число озвученных реплик персонажей и грамотное использование оцифрованной речи для более глубокого раскрытия характеров персонажей, а также запоминающаяся симфоническая музыка. В обзоре IGN отмечалось, что разработчики уделили достаточно внимания музыкальному оформлению, состоящему из драматических и создающих тревожащее настроение композиций, аналогичных встречающимся в фильмам средневековой тематики. Похвалу получила и работа актёров озвучивания, подаривших каждому из персонажей свой уникальный стиль, а также звуковые эффекты, убедительность звучания которых повышало использование технологии EAX. Обозреватель RPGamer особенно высоко оценил работу Дэвида Уорнера, озвучившего главного антагониста, одновременно отметив и «более чем адекватную» работу остальных актёров, хотя и немного страдающую от чрезмерной драматичности в стиле Уильяма Шетнера.
В числе недостатков отмечалось недостаточное число технологических и прочих нововведений по сравнению с предыдущей частью серии, заметные нарушения правил, которые используются искусственным интеллектом для получения преимуществ над игроком, недостаточно подробное описание врагов и персонажей в руководстве пользователя, время от времени встречающиеся сбои и замедление игрового процесса в масштабных битвах, недостаточное количество портретов персонажей. Остались недочёты и в алгоритме нахождения пути персонажами, а также другие ошибки, такие как «вылеты» игры при переходе между некоторыми локациями. PC Format отмечал архаичность графики и ролевой системы AD&D. В отношении многопользовательского режима отмечалось, что он практически не изменился, и к моменту выхода игры уже выглядел несколько устаревшим, поскольку не предусматривал возможности для одного из игроков выступить «хозяином подземелья», выдающим задания другим игрокам и реагирующим на их действия. Кроме того, отмечался замедленный темп игры в этом режиме. В обзоре PC Zone отмечалось, что игре не хватает отдельных карт для многопользовательского режима.
Однако общая оценка игры в подавляющем большинстве рецензий была положительной. Обозреватель Computer Gaming World, воздержавшись от того, чтобы назвать Baldur’s Gate II «лучшей RPG всех времён», поставил её в один ряд с такими лучшими представителями жанра, как Fallout, Betrayal at Krondor и Planescape: Torment, а также признал, что лучших RPG на момент выхода игры на рынке не было. Журнал Game.EXE назвал Baldur’s Gate II «новой классикой жанра», задавшей новый стандарт для ролевых игр и исправившей все главные недостатки предыдущей части. Обозреватель IGN назвал игру «кульминацией возрождения жанра ролевых игр», превосходящей не только предыдущую часть, но и все известные ему RPG. В обзоре PC Format говорилось, что Baldur’s Gate II превосходит Planescape: Torment по масштабу и сложности, Ultima VII по утончённости, качеству диалогов и раскрытия персонажей, и серию Final Fantasy по свободе выбора вариантов поведения, и в итоге может быть признана лучшей однопользовательской классической RPG всех времён.
Официальная локализация 2010 года на русский язык получила критическую оценку: в обзоре «Страны игр» перевод был назван «спорным, но забавным». В числе его особенностей была отмечена «неоднозначная трактовка текстов» и отсутствие гендерно-нейтрального подхода к описанию действий главного персонажа.

### Награды
GameSpot, GameSpy и IGN при подведении итогов 2000 года присвоили Baldur’s Gate II титул «ролевая игра года»; кроме того в читательской номинации GameSpot она получила титул «игра года». Игра получила три награды «Gaming Globe» от Eurogamer в 2001 году: лучшая игра, лучшее художественное оформление и лучший мужской персонаж второго плана (им стал Минск). В 2001 году Baldur’s Gate 2 победила в номинации «Развитие персонажа или сюжета» Interactive Achievement Awards, будучи также номинированной в категориях «Игра года», «Инжиниринг игрового процесса», «Игра года для ПК» и «Ролевая игра для ПК». IGN в 2005 году поместила её на 25-е место в списке «лучших 100 игр всех времён». В 2006 году игра, хотя и не вошла в пятёрку призёров, всё же получила поощрительную премию Quantum Leap Awards, присуждаемых Gamasutra. В 2006 году Baldur’s Gate II была включена GameSpot в список «лучших игр всех времён». В 2009 году Game Informer поставил Baldur’s Gate II на 88-е место в списке «лучших 200 игр всех времён», назвав её «лучшей игрой по Dungeons & Dragons из когда-либо сделанных». По сравнению со списком 100 лучших игр, составленным тем же изданием в 2001 году, игра поднялась на одну позицию.
Журнал Empire поставил её на 19-е место в списке 100 величайших игр. В конце 2009 года в читательском голосовании за «игры десятилетия» сайта Gamasutra Baldur’s Gate II, хотя и не вошла в 12 лучших, всё же получила почётное упоминание. В 2010 году Baldur’s Gate II была помещена на 2-е место в списке 25 лучших современных игр для ПК по версии IGN. В 2013 году она заняла 46-ю позицию в списке 100 величайших видеоигр из когда-либо созданных по версии GamingBolt. В 2014 году IGN поставил игру на первое место в списке 11 лучших игр по Dungeons & Dragons всех времён. Этот же ресурс поставил Baldur’s Gate II на 3-е место в списке 100 лучших RPG всех времён. В 2016 году в список лучших RPG всех времён игру включил журнал PC Gamer, а в 2018 году — сайт PCGamesN. В списке 100 лучших RPG издания Game Informer игра заняла 9-е место.

## Наследие
Разработка продолжения игры, носившего название Baldur’s Gate III: The Black Hound, была анонсирована в 2002 году, её должна была осуществлять Black Isle Studios. Игра должна была иметь самостоятельный сюжет, не связанный с предыдущими играми серии, и планировалась как первая часть новой трилогии. Однако разработка была остановлена в 2003 году. Вновь продолжение серии Baldur’s Gate III было анонсировано в 2019 году, его разработка поручена Larian Studios, выпуск в раннем доступе состоялся 6 октября 2020 года, а окончательный релиз не планируется раньше конца 2021 года.
Новеллизация событий игры была осуществлена Филипом Этансом, став продолжением новеллизации первой части, написанной тем же автором. Книга Forgotten Realms: Baldur’s Gate II: Shadows of Amn была опубликована в 2000 году.
Истории персонажей игры получили дальнейшее развитие в официальном приключении Murder in Baldur’s Gate, выпущенном Wizards of the Coast в 2013 году, а также в серии комиксов Legends of Baldur’s Gate, выпущенной издательством IDW Publishing в 2014—2015 годах и её продолжениях Shadows of the Vampire и Frost Giant’s Fury.

### Пользовательские модификации
Хотя Bioware не выпускала инструментарий для создания пользовательского контента, сообществом пользователей были разработаны просмотрщики и редакторы игровых файлов. Доступны неофициальные модификации. Так, Baldur’s Gate Trilogy объединяет обе части игры вместе с их дополнениями в единую большую игру на движке Shadows of Amn, а Unfinished Business добавляет в игру вырезанные задания (например, похищение хомяка Бу) и другой контент, остававшийся недоделанным на момент выхода игры.